# 伊洛瓦底
《伊洛瓦底》（缅甸语: ဧရာဝတီ; MLCTS: ei: ra wa. ti）是一个由伊洛瓦底出版集团（Irrawaddy Publishing Group， IPG）出版的缅甸新闻杂志，于1992年由缅甸流亡者在泰国创立。从其一开始，IPG（原名“缅甸信息集团”，BIG）就对缅甸政治采取了一种独立的立场，虽然它是由在1988年反对军政府的抗议活动中遭到残酷镇压而流亡国外的活动家创立的。它一直与亲民主运动密切联系。但是它并不隶属于1988年大起义之后出现的任何政治团体。
《伊洛瓦底》用英语和缅甸语两种语言出版，主要关注缅甸，虽然也多少涉及其他东南亚国家。它被认为是缅甸最早的涉及政治、社会、经济和文化发展的新闻出版物。除了新闻，它还以深入的政治分析为特色，广泛采访缅甸专家和其他有影响的人物。它的新闻经常被国际媒体作为可信赖的信息来源予以引用。

## 历史
《伊洛瓦底》杂志于1999年由其现任总编 Aung Zaw 在泰国清迈创办，而其前身可以追溯到1992年。Aung Zaw曾经是缅甸仰光大学的一名学生活动家，1988年《军事管制法》实施后离开了缅甸，两年后在泰国曼谷创办了缅甸信息集团。后来于1999年将其名称改为伊洛瓦底出版集团，意在覆盖东南亚范围各国。1995-1996年，其总部搬到了泰国清迈。

## 网络攻击
2008年9月和2010年9月《伊洛瓦底》曾两次报道其网站遭到了DDos（分布式拒绝服务）攻击，这些攻击将其英语和缅甸语的在线版都给关闭了。
2011年3月12日，《伊洛瓦底》报道说网站被不明攻击者所黑，并发布了假文章。这些假文章涉及所谓的《伊洛瓦底》总编辑 Aung Zaw 与昂山素季的宿怨以及谣传的著名歌手May Sweet的死讯。最挑拨离间的一篇文章题目叫作“全民盟敲掉了流亡媒体的奶嘴”，提到了由德高望重的昂山素季领导的反对派全国民主联盟。文章暗示说，全民盟鼓励切断流亡媒体的资金来源，这迫使很多组织，包括《伊洛瓦底》和DVB，减少项目、辞退员工。《伊洛瓦底》迅速明确地表示这篇文章是伪造的，但是其内容仍然广泛流传，其中还引用了编造的《伊洛瓦底》总编辑 Aung Zaw 的话，道：“多亏了她（昂山素季）的要求，在他们的年度预算中《伊洛瓦底》损失了1百万美元的资助，DVB损失了50万。” Aung Zaw 推测这一攻击是由亲军政府的团体或者内比都的网络作战部发起的。